# Skakavčevo–drvo
Skakavčevo–drvo (himene, lat. Hymenaea), rod tropskog korisnog grmlja i drveća iz Amerike i Afrike. Pripada porodici mahunarki a postoji desetak priznatih vrsta.
Tipična vrsta je Hymenaea courbaril L., tropsko drvo iz Amerike.

## Vrste
1. Hymenaea aurea Y.T.Lee & Langenh.
2. Hymenaea cangaceira R.B.Pinto, Mansano & A.M.G.Azevedo
3. Hymenaea courbaril L.
4. Hymenaea eriogyne Benth.
5. Hymenaea fariana R.D.Ribeiro, D.B.O.S.Cardoso & H.C.Lima
6. Hymenaea intermedia Ducke
7. Hymenaea longifolia (Benth.) I.M.Souza, Funch & L.P.Queiroz
8. Hymenaea maranhensis Y.T.Lee & Langenh.
9. Hymenaea martiana (Hayne) Hayne
10. Hymenaea oblongifolia Huber
11. Hymenaea parvifolia Huber
12. Hymenaea reticulata Ducke
13. Hymenaea rubriflora Ducke
14. Hymenaea stigonocarpa Mart. ex Hayne
15. Hymenaea torrei León
16. Hymenaea velutina Ducke
17. Hymenaea verrucosa Gaertn.